# Zampone Modena
Lo Zampone di Modena è un salume a Indicazione geografica protetta (IGP).

## Produzione
Viene preparato con un impasto di carni suine insaporite da sale e spezie, poi avvolto nell'involucro formato dalla zampa di un maiale. Ha una consistenza soda e uniforme con colore rosa brillante tendente al rosso.
La zona di produzione dello zampone di Modena comprende, oltre a Mantova, Cremona ed alcune altre zone del Nord Italia. Stesso impasto ma differente forma e peso ha il cotechino, che condivide anche gli stessi usi gastronomici.
Dal 1991 il paese di Castelnuovo Rangone in provincia di Modena, famoso centro mondiale per la lavorazione del maiale, detiene il record del mondo dello zampone più grande del mondo, regolarmente iscritto nel Guinness dei primati: nel 2000 ha raggiunto un peso di 450 kg, nel 2006 di 751 kg, nel 2008 di 942 kg. Al 2014 risale l'ultimo primato di 1038 kg. Tuttavia, negli anni successivi si è deciso di diminuire la pezzatura per ottenere risultati ottimali (ad esempio, 775 kg nel 2017). Il Superzampone viene cotto in un'apposita zamponiera in acciaio, dove viene posto con un argano, e monitorato costantemente mediante sonde termorilevatrici. L'occasione per la cottura e distribuzione gratuita alla popolazione, con la partecipazione di personalità della cultura e dello sport al momento del taglio, cade ogni anno attorno alla solennità mariana dell'Immacolata (8 dicembre). Gli alunni delle scuole del primo ciclo assistono anche al taglio di uno zampone loro dedicato dal peso di circa 50 kg. L'evento fu ideato dal cavalier Sante Bortolamasi (1944-2012), protagonista dello sport e dell'artigianato locale e nazionale, fondatore dell'Ordine dei Maestri Salumieri di Castelnuovo Rangone.

## Valori nutrizionali
Nel 2011 l'INRAN ha pubblicato l'esito delle analisi nutrizionali sui salumi italiani, ivi compresi Cotechino Modena e Zampone Modena IGP. I valori nutrizionali attuali, paragonati a quelli risultanti dalle precedenti analisi del 1993 dello stesso Istituto, mostrano una riduzione del 33% dei grassi nello Zampone Modena IGP. Buona presenza di proteine nobili, contenuto di sodio tra i più bassi nel mondo dei salumi.
I valori per 100 g di prodotto sono:
- Energia = 262 kcal
- Proteine = 23,7 g
- Carboidrati = 2,6 g
- Lipidi = 17,4 g
- Saturi totali = 5,4 g
- Vitamina B6 = 0,0 mg
- Vitamina B12 = 0,5 mg
- Vitamina E = 0,2 mg

La tradizione modenese vuole che lo zampone sia accompagnato dai fagioli bianchi di Spagna in umido, anche se la pietanza può essere servita con purè di patate o lenticchie (generalmente in occasione del cenone di San Silvestro) o altre verdure. La versione di gran lunga più diffusa è ormai quella industriale precotta in stagnola, di più veloce e semplice preparazione (35'-50'). La versione artigianale fresca, opera di esperti norcini ed assai meno impiegata in cucina, richiede lunghi tempi di cottura (oltre 150') e qualche accorgimento per non lacerare l'involucro di cotenna alle alte temperature. Va detto che pure tra le versioni precotte esiste una discreta gamma in termini di qualità e prezzo.